# Jeudis Francophones
Jeudis Francophones est un cercle commémorant la communauté des francophones à Zurich et l'échange avec les germanophones. 
Environ 400 francophones et -philes se rencontrent chaque premier jeudi du mois dans un bar zurichois.
Éclos en octobre 2006 quand à peu près vingt Suisses romands et Français se rencontrent pour la première fois, le but était d'entretenir la communauté francophone. Le groupe s'est élargi continûment et compte plus de 2000 membres déjà deux ans plus tard. Les membres communiquent à travers le site internet du groupe.
Le but du cercle est de cultiver l'ensemble des Suisses francophones et des Français qui habitent et travaillent à Zurich et dans ses environs. De l'autre côté, ces francophones devraient jeter un pont entre eux et la culture de la Suisse alémanique.